# پتر پوست
پتر پوست (هلندی: Peter Post; ۱۲ نوامبر ۱۹۳۳ – ۱۴ ژانویهٔ ۲۰۱۱) دوچرخه‌سوار اهل هلند بود.